# 李涌镇
李涌镇（1958年—）是大韩民国电视男演员，经常在古装剧、时代剧扮演配角。

## 出演戏剧

### 电视剧
- 《開國》（1982年、KBS1）饰 朴不花
- 《黎明的那天》（1990年、KBS1）饰 金本
- 《燦爛的黎明》（1995年、KBS1）饰 申哲均
- 《龙之泪》（1996年、KBS1）饰 李崇仁、王珍
- 《太祖王建》（2000年、KBS1）饰 松岳城守卫大将
- 《帝國的早晨》（2002年、KBS1）饰 朴承位
- 《野人時代》（2002年、SBS）饰 李厚洛
- 《大祚榮》（2006年、KBS1）饰 骨咄祿
- 《渊盖苏文》（2006年、SBS）饰 刘士龙
- 《不可阻擋的High_Kick！》（2006年、MBC）饰 风波高中校长
- 《大王世宗》（2008年、KBS1）饰 朴習
- 《公主的男人》（2011年、KBS2）饰 朴彭年